# Mr. Monk and the New Lieutenant
Mr. Monk and the New Lieutenant è il diciannovesimo e ultimo romanzo basato sulla serie televisiva Detective Monk. È stato pubblicato a gennaio 2015. È il quarto romanzo della serie ad essere scritto da Hy Conrad.

## Trama
Monk e Natalie si sono stabiliti in un nuovo ufficio. Adrian fa la conoscenza del nuovo tenente del capitano Stottlemeyer, un uomo che il detective non sopporta. Tempo dopo, Oberlin, un giudice, viene avvelenato, e Monk decide di occuparsi del caso.

## Personaggi

### Personaggi della serie televisiva
- Adrian Monk: il detective protagonista del romanzo, interpretato nella serie da Tony Shalhoub
- Natalie Teeger: assistente di Adrian e narratrice del racconto, interpretata nella serie da Traylor Howard

### Personaggi del romanzo
- A.J. Thurman: il nuovo tenente del capitano Stottlemayer.